# Puto avitus
Puto avitus är en insektsart som först beskrevs av Menge 1856.  Puto avitus ingår i släktet Puto och familjen ullsköldlöss. Inga underarter finns listade i Catalogue of Life.